# Budun Budunov
Буду́н Хачабекович Буду́нов dit Budun Budunov, né le 4 décembre 1975 à Kiziliourt, est un footballeur russe qui évoluait au poste d'attaquant. 
Lors d'un match en 2001, à la suite d'un choc à la tête entre Budun Budunov et Serhiy Perkhun, ce dernier meurt d'un traumatisme crânien sévère.

## Carrière
- 1994-1998 :  FK Anji Makhatchkala
- 1998 :  FC Lokomotiv-KMV
- 1999-2003 :  FK Anji Makhatchkala
- 2004-2005 :  FK Moscou : 33 matchs / 6 buts
- 2005 :  Tom Tomsk : 5 matchs / 1 but
- 2006 :  FK Moscou
- 2006 :  Terek Grozny
- 2007 :  FK Anji Makhatchkala